# Strandja

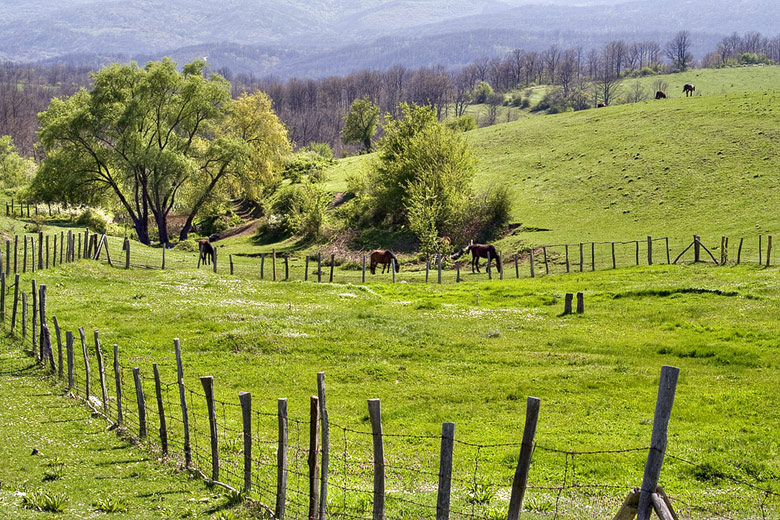
Un peisaj din partea bulgară a Munților Strandja.

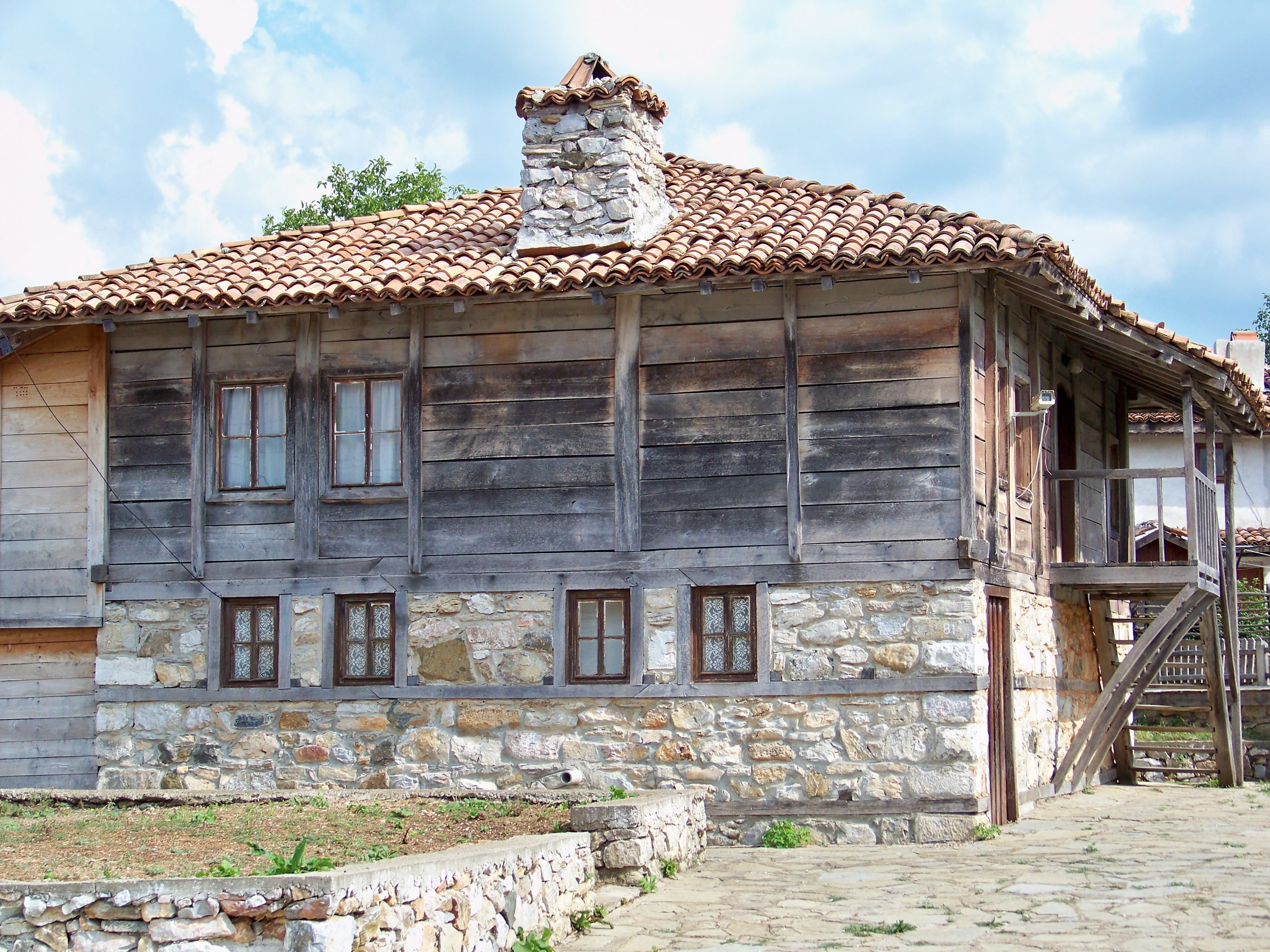
Arhitectură tipică din lemn în zona interioară bulgărească din Strandja

Strandja (în bulgară Странджа; în turcă Istranca pronunție în turcă [istɾand͡ʒa] sau Yıldız pronunție în turcă [jɯɫdɯz]) este un masiv montan din sud-estul Bulgariei și din Turcia europeană. Se află în partea de sud-est a Balcanilor între câmpiile Traciei la vest, câmpiile litorale de lângă Burgas la nord și Marea Neagră la est. Cel mai înalt vârf este Mahya Dağı⁠(d) (bulgară Махиада, transliterat: Mahiada, 1.031 m) în Turcia, în timp ce cel mai înalt punct de pe teritoriul bulgar este Goleamo Gradiște (în bulgară Голямо Градище; 710 m). Suprafața totală este de aproximativ 10.000 kilometri pătrați.
Numele masivului ar proveni de la Istranca, fostul nume al comunei Binkılıç din districtul Çatalca, provincia Istanbul.

## Geografie și climă

Harta topografică a masivelor Strandja și Sakar

Clima zonei este influențată considerabil de Marea Neagră și este predominant continental umedă⁠(d) în munți și subtropical umedă pe coastă. Râurile majore din zonă sunt Veleka (147 km lungime) și râul de frontieră Rezovo (112 km lungime).

## Parcul natural Strandja
Parcul natural Strandja, înființat în 1995 în partea bulgară a masivului, este cea mai mare zonă protejată din Bulgaria, cuprinzând 1.161 kilometri pătrați, sau aproximativ 1% din teritoriul total al Bulgariei.

## Istorie și cultură
Locuită de traci în antichitate, Strandja este o zonă cu o mare concentrație de ruine de sanctuare tracice, altare de sacrificiu, dolmene și alte obiecte arheologice.
Munții au fost locul Revoltei de Schimbarea la Față din 1903, în care răsculații bulgari au fost zdrobiți de trupele otomane. Actuala frontieră bulgaro-turcă din regiune a fost stabilită după Războaiele Balcanice din 1912–1913, când partea de nord a munților a devenit parte a Bulgariei.
Din punct de vedere cultural, partea bulgară din Strandja este cunoscută pentru arhitectura specifică, care poate fi observată în Malko Tărnovo, Brășlean și în majoritatea celorlalte sate, folclorul bogat și ritualurile distincte, cum ar fi nestinarstvo⁠(d) (dansul desculț pe tăciuni încinși), care păstrează elemente păgâne.

## Floră și faună
Munții Strandja au o floră și o faună bogate și diverse, unice în Europa. 50% din flora Bulgariei poate fi observată în Parcul Natural Strandja, iar zona are 121 de tipuri de habitate. În Strandja se găsesc peste 600 de specii de nevertebrate, precum și peste 400 de specii de vertebrate, 41 de specii de pești de apă dulce, 10 specii de amfibieni, peste 20 de specii de reptile, peste 130 de specii de păsări care se reproduc și peste 60 de specii de mamifere.
Unul dintre motivele abundenței florei și faunei este amplasarea zonei la o intersecție bio-geografică între continentele european și asiatic.
Comunitățile de plante din Strandja s-au dezvoltat înainte ca Europa să fie separată de Asia prin formarea strâmtorii Bosfor care leagă acum Marea Neagră de Marea Mediterană. Gheața terestră nu a ajuns niciodată la Strandja în erele glaciare din Pleistocen și Holocen. Această lipsă de glaciațiuni a contribuit la crearea circumstanțelor în care flora caracteristică pentru perioada terțiară de pe continentul european a fost păstrată în Strandja.